# 高鐵彰化站
高鐵彰化站位於彰化縣田中鎮，故亦被稱為高鐵田中站，為台灣高速鐵路的鐵路車站。位於田中鎮彰95線鄉道（田中鎮往田尾鄉的聯絡道路，大社路一段附近），即彰化縣田中鎮明禮國民小學東南方的新厝地區，距離最近的台鐵田中車站約3公里遠。

## 車站概要
本站為服務南彰化地區及南投西南部地區的高鐵站，因北彰化地區距離高鐵台中站較近。另根據2017年3月行政院公布的前瞻基礎建設計畫，未來將建設一條連結高鐵與台鐵田中車站的田中支線，並作為往後集集線的聯絡路線
本站由姚仁喜為首的大元聯合建築師事務所設計，站體設計上以植物花瓣造型的牆柱，及屋頂花朵意象的天窗，引入光線照亮室內大廳，輔以站體內部四周之植栽暖房，將站體建築融入週邊景觀綠意，整體以花卉、日光構成彰化站設計的特色，塑造優雅的乘車空間氛圍。室外景觀亦強化在地精神，延伸「田」字意向，整體景觀以花卉、植栽、水景、苗圃等鋪面設計，構成大地編織，加入花海奔放，將彰化地區為花卉生產重地之主要意向展現。於2016年4月獲得美國Architizer主辦的A+建築獎車站類「觀眾票選獎」。

## 車站構造

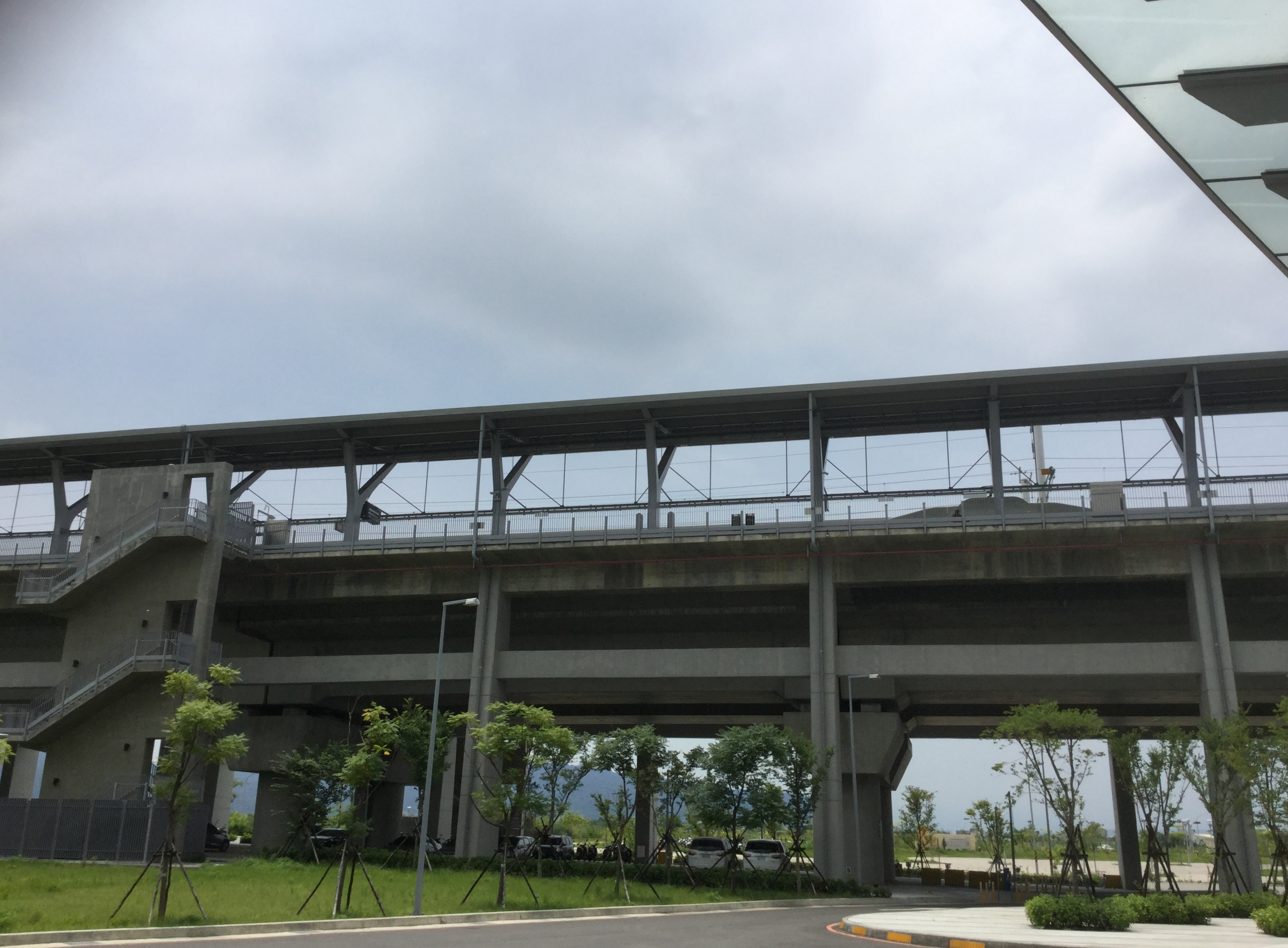
站體

高鐵彰化站為4層樓高之高架車站，設有側式月台兩座，建築高度21.46公尺，第一層為車站大廳、站務、商業及機電等空間，第二層為車站穿堂層及行政辦公等空間，第三層為機電設備空間，第四層為車站月台層，總樓地板面積22,174平方公尺，造價新臺幣15.96億新台幣。由東元機電股份有限公司與世誠營造股份有限公司聯合承攬。台灣高鐵公司動員興建部門專業經驗工程師與營運部門先期技術人員，成立彰化站業主駐地辦公室以為施工監督管理，並敦請亞新工程顧問股份有限公司為興建期間之工程監造管理顧問。

### 車站樓層

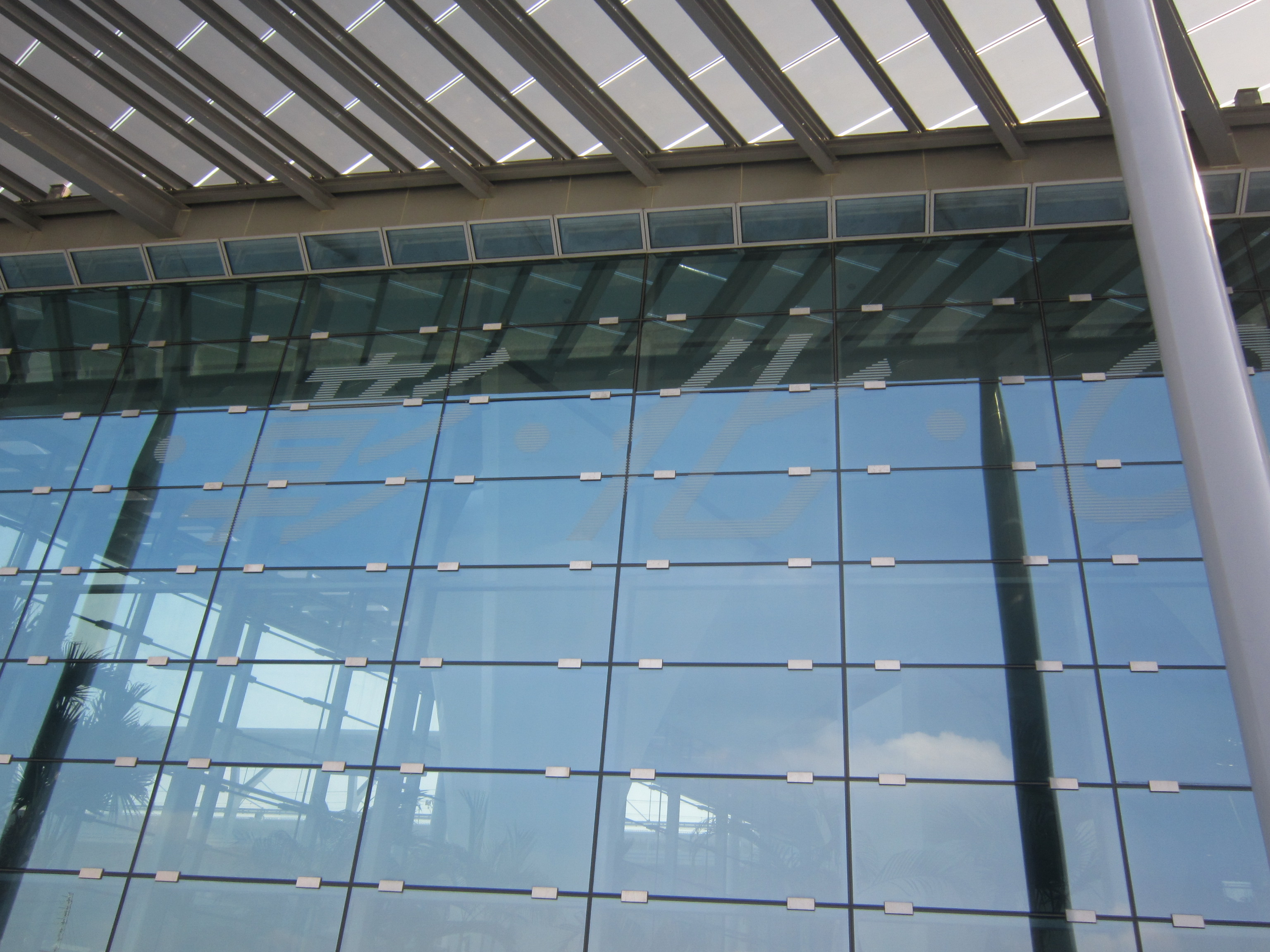
車站玻璃帷幕上彰化字樣

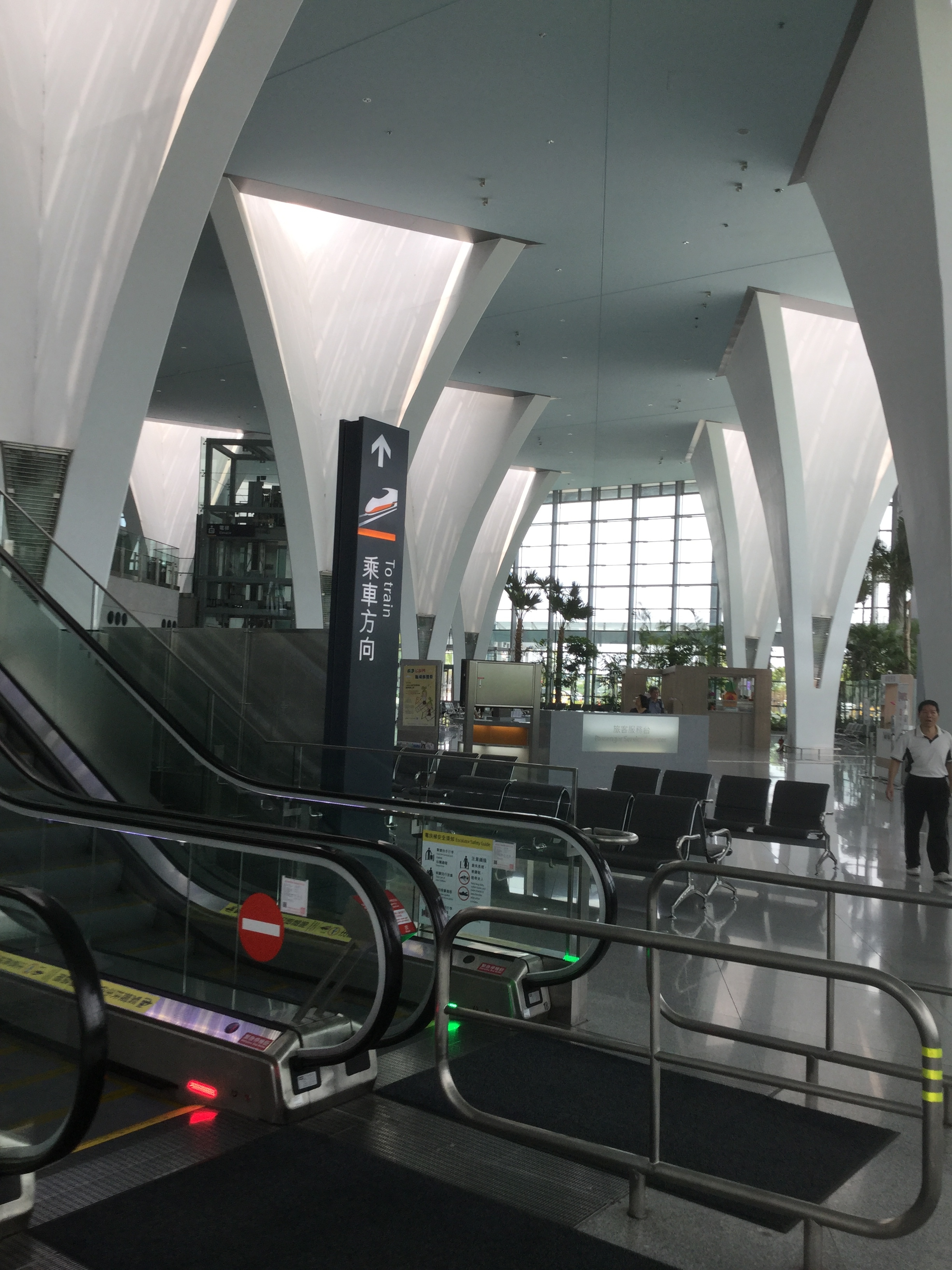
車站大廳

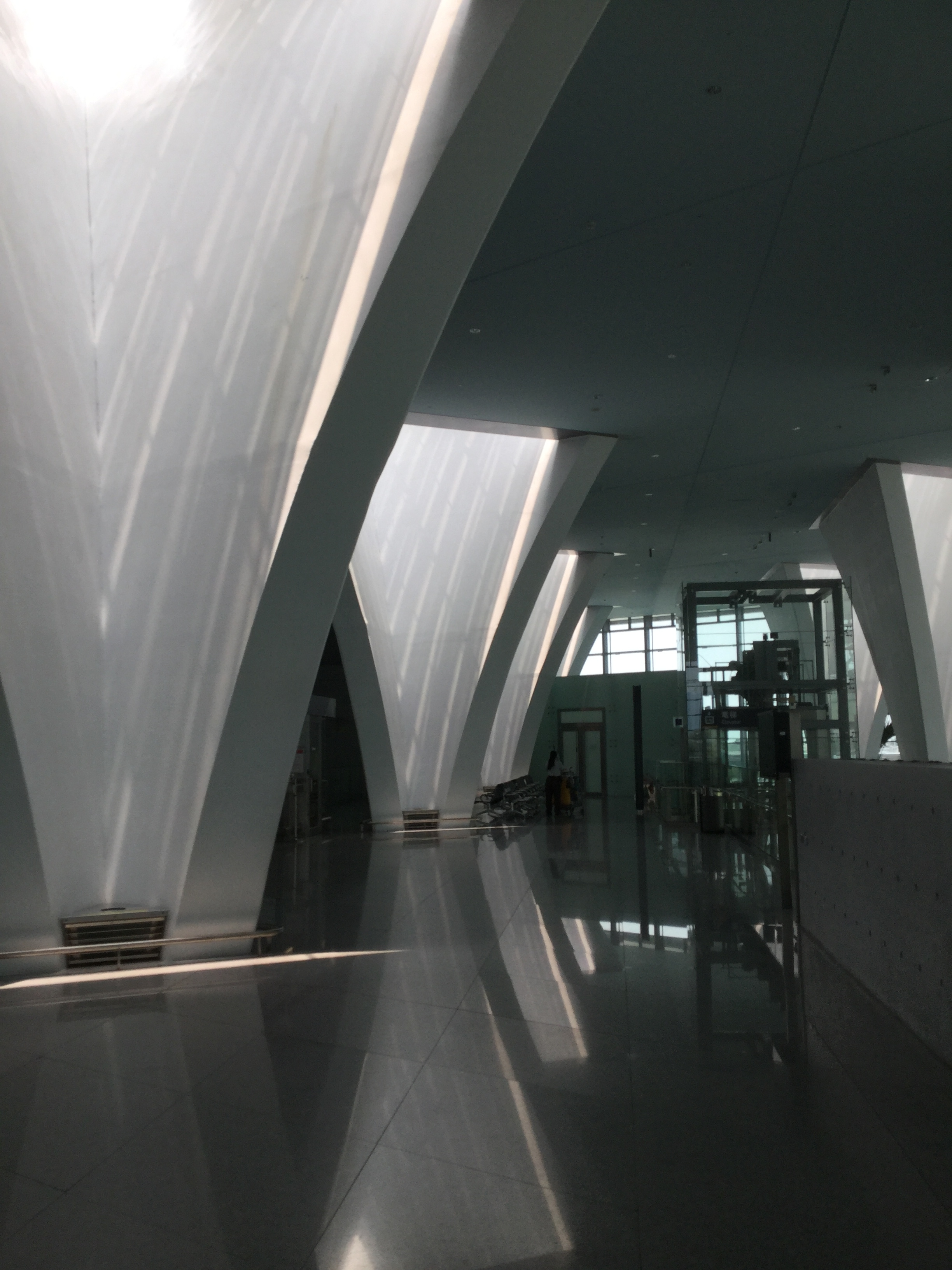
車站大廳

※高鐵局官方預覽動畫
| 地上 四樓 |                                 |
| 側式月台  |                                 |
| 1號月台   | 台灣高鐵 往 左營 方向（雲林站） |
| 通過線    | 南下列車通過線                  |
| 通過線    | 北上列車通過線                  |
| 2號月台   | 台灣高鐵 往 南港 方向（台中站） |
| 側式月台  |                                 |

| 地上 三樓 | 機電層 | 電機室 |

| 地上 二樓 | 穿堂層 | 剪票口、車站行政辦公空間 |

| 地面 | 大廳層 | 出入口、售票處、自動售票機、洗手間、服務台 旅遊服務中心、商店 停車場、客運轉運站、計程車排班區、接送區 |

## 歷史
- 2011年7月：高鐵彰化站特定區區段開始徵收土地[7]。
- 2013年2月6日：動工典禮[8]。
- 2013年12月23日：上午11點吉時舉辦主站體結構之上梁典禮。
- 2014年3月17日：彰化站工地發生火災，造成彰化至雲林區間斷電，雙向列車因此誤點，但無人傷亡[9]。
- 2015年7月：完工
- 2015年12月1日：通車營運[10]。
- 2016年4月：榮獲美國Architizer主辦的A+建築獎車站類「觀眾票選獎」[5]

## 利用狀況
本站因在南彰化縣遠離市區，而北彰化縣居民可於較近的台中站搭乘，所以乘車人數為高鐵12車站中最少的。
根據2024年資料，本站每日旅運量約為4,896人次，在台灣高鐵各站中排行第12名。
| 年   | 歷年旅客人次紀錄 | 歷年旅客人次紀錄 | 歷年旅客人次紀錄 | 歷年旅客人次紀錄 | 歷年旅客人次紀錄 | 歷年旅客人次紀錄 |
| 年   | 全年             | 全年             | 全年             | 全年             | 1日平均          | 1日平均          |
| 年   | 進站             | 出站             | 計               | 來源             | 進站             | 進出站           |
| ---- | ---------------- | ---------------- | ---------------- | ---------------- | ---------------- | ---------------- |
| 2015 | 88,066           | 90,477           | 178,543          | [ 12 ]           | 2,840            | 5,759            |
| 2016 | 522,011          | 540,722          | 1,062,733        | [ 12 ]           | 1,434            | 2,920            |
| 2017 | 630,601          | 640,084          | 1,270,685        | [ 12 ]           | 1,728            | 3,481            |
| 2018 | 672,984          | 680,274          | 1,353,258‬        | [ 12 ]           | 1,844            | 3,708            |
| 2019 | 717,831          | 724,102          | 1,441,933        | [ 12 ]           | 1,967            | 3,951            |
| 2020 | 622,960          | 632,998          | 1,255,958        | [ 12 ]           | 1,702            | 3,432            |
| 2021 | 507,247          | 510,783          | 1,018,030        | [ 12 ]           | 1,390            | 2,789            |
| 2022 | 606,358          | 610,850          | 1,217,208        | [ 12 ]           | 1,657            | 3,326            |
| 2023 | 828,686          | 838,557          | 1,667,243        | [ 12 ]           | 2,264            | 4,555            |
| 2024 | 893,055          | 898,885          | 1,791,940        | [ 12 ]           | 2,440            | 4,896            |

## 外部連結
- 高鐵彰化站資訊 （页面存档备份，存于）